# Спочинок
Спочи́нок (бел. Спачынак) — деревня в Барановичском районе Брестской области Белоруссии. Входит в состав Жемчужненского сельсовета. Население — 21 человек (2023).

## География
Расположена в 12,5 км (19,5 км по автодорогам) к западу от центра Барановичей, на расстоянии 4,5 км (6,5 км по автодорогам) к юго-западу от центра сельсовета, агрогородка Жемчужный. В деревне находится железнодорожный остановочный пункт Севрюки.

## История
В 1909 году — фольварк Новомышской волости Новогрудского уезда Минской губернии, 3 двора. На карте 1910 года указана под названием Сапочинок.
После Рижского мирного договора 1921 года — застенок в составе Новомышской гмины Барановичского повета Новогрудского воеводства Польши, 3 дома.
С 1939 года деревня — в составе БССР, в 1940–57 годах — в Новомышском районе Барановичской, с 1954 года Брестской области. Затем — в Барановичском районе. С конца июня 1941 года до июля 1944 года оккупирована немецко-фашистскими войсками.
18 марта 1985 года деревня передана из Полонковского сельсовета во вновь образованный Жемчужненский.

## Население
По состоянию на 1 января 2023 года в деревне проживало 21 человек в 12 хозяйствах, в том числе 2 моложе трудоспособного возраста, 11 — в трудоспособном возрасте и 8 — старше трудоспособного возраста. 
| Численность населения (по переписи) | Численность населения (по переписи) | Численность населения (по переписи) | Численность населения (по переписи) | Численность населения (по переписи) | Численность населения (по переписи) | Численность населения (по переписи) |
| 1909                                | 1921                                | 1939                                | 1959                                | 1999                                | 2009                                | 2019                                |
| ----------------------------------- | ----------------------------------- | ----------------------------------- | ----------------------------------- | ----------------------------------- | ----------------------------------- | ----------------------------------- |
| 22                                  | ↘19                                 | ↗97                                 | ↗105                                | ↘42                                 | ↘22                                 | ↘19                                 |